# 波亚托斯
波亚托斯，是西班牙卡斯蒂利亚-拉曼恰昆卡省的一个市镇。总面积44平方公里，总人口103人（2001年），人口密度2人/平方公里。